# Otoka (Pologne)
Pour les articles homonymes, voir Otoka.
Otoka est une localité polonaise de la gmina de Łoniów, située dans le powiat de Sandomierz en voïvodie de Sainte-Croix.